# Mongolia en los Juegos Olímpicos de París 2024
Mongolia estuvo representada en los Juegos Olímpicos de París 2024 por un total de 32 deportistas, 18 mujeres y 14 hombres, que compitieron en nueve deportes.
Los portadores de la bandera en la ceremonia de apertura fueron el atleta Bat-Ochiryn Ser-Od y la boxeadora Oyuntsetseguiin Yesügen.

## Medallistas
El equipo olímpico mongol obtuvo las siguientes medallas:
| Nombre                  | Deporte | Competición |
| ----------------------- | ------- | ----------- |
| Oro                     |         |             |
| —                       |         |             |
| Plata                   |         |             |
| Bavuudorzhiin Baasanjüü | Judo    | –48 kg F    |
| Bronce                  |         |             |
| —                       |         |             |